# Monte Goodale
Il Monte Goodale (in lingua inglese: Mount Goodale) è una montagna antartica caratterizzata da due vette, una che si innalza fino a 2.420 m e l'altra a 2.570 m, situato 11 km a sudest del Monte Thorne. È posizionato nelle Hays Mountains, catena montuosa che fa parte dei Monti della Regina Maud, in Antartide. 
Il monte fu scoperto nel 1929 dal gruppo guidato dal geologo americano Laurence Gould e facente parte della prima spedizione antartica (1928-30) dell'esploratore polare americano Richard Evelyn Byrd.
La denominazione è stata assegnata dallo stesso Byrd in onore di Edward Evans Goodale (1903–1989), membro del gruppo di Gould. Dal 1959 al 1968, Goodale fu il rappresentante a Christchurch, Nuova Zelanda dell'United States Antarctic Research Program (USARP) e, in questo ruolo, si occupò del trasporto di migliaia di ricercatori verso l'Antartide e ritorno.